# SEWING
『SEWING』（ソーイング）は、柳沢きみおによる日本の漫画。『週刊少年チャンピオン』（秋田書店）にて1983年22号から1985年20号まで連載された。単行本は少年チャンピオンコミックス（秋田書店）から全11巻が発行、その後『原宿ファッション物語』と改題して、KCSP（講談社）から全6巻が発行された。
『朱に赤』ではラブコメに否定的になっていた柳沢が、同作品終了以降に少年誌に連載した作品である。2人の少年を軸に、ファッションデザイナーやモデルを目指す人達を描く。ラブコメの手法を組み込んでいてさまざまな恋愛が描かれる反面、登場人物の1人が妊娠、出産するなど重い展開も描かれている。
柳沢は同時期に青年誌に連載をもっていて、この作品以降、軸足を青年誌に移していくことになる。

## あらすじ
谷津にとって須藤は初めての親友といえる存在だった。須藤の後押しもあって谷津は白高の洋裁部に入部する。谷津は高校のファッションショーにクラスメートの神崎にモデルを依頼する。分厚い眼鏡をかけた地味な彼女だったが、谷津は気になっていた。引っ越し事になった神崎は思いでつくりのためにモデルを引き受ける。作る服のイメージのために彼女の素顔を見せてもらう。眼鏡をはずした彼女の素顔に心を奪われる谷津。ファッションショーが終わり、離れ離れになる2人。2年後、東京のB服装学院に入学した谷津は偶然神崎に再会する。

## 登場人物

### 主要人物
谷津 賢三（やづ けんぞう）
主人公。物語開始時点で東京のB服装学院に進学することを考えている。そのため白校の洋裁部に入部したいのだが、女性だらけのため入るのをためらっている。
須藤 正美（すどう まさみ）
高校の友人。成績優秀ながら校則違反であるバイク通学やたまり場での飲酒など不良めいたところがある。
幼少時に開業医である叔父夫婦の元に跡継ぎとして養子に出される。本人もそのことは認識しており、実親とも交流を続けている。
神崎 袂（かんざき たもと）
高校の友人。身長171cm。背の高さにコンプレックスを抱いており、少しでも目立たないよう瓶底眼鏡とおさげに猫背。
夏のファッションショーで賢三にモデルを頼まれたことで交流を持ち始めるが、その後に東京へ転校することとなる。しかし、ファッションショーでの経験や賢三からの励ましがきっかけでコンプレックスを克服。東京ではモデル仲間の親友が出来、その兄と交際をすることになった。

### 北高洋裁部
毎年七月の第一土曜日と秋の文化祭にファッションショーを行っている。
川上 留衣（かわかみ るい）
谷津同様に、デザイナーを目指している。須藤とつきあっていたが、須藤失踪後、谷津と付き合うようになるが須藤の事を忘れられないでいる。
小田（おだ）
女性的な言動が多く、通称は「北高の玉三郎」。実家は料亭だがデザイナーを目指しており、後にB服装学院に進学。
部長に片思いをしていたが、熊井との結婚を知っているため夏のファッションショーで制作したウエディングドレスを式に着てもらう約束をして気持ちに区切りをつけた。
小夜子（さよこ）
部長。卒業後に熊井との結婚が決まっている。
熊井（くまい）
週に一度、洋裁部へ指導にくるデザイナー。普段は東京のブティックに「KUMA」として卸しており人気が出始めている。しかし、人気が落ちてお店を閉めることとなった。これは主人公にとって一国一城の主となることの厳しさを伝えることとなった。

### 服装学院の人達
B服装学院は新宿にある設定。谷津は服飾専門課程、川上はファッション工科専門課程に進学する。
三浦 つとむ（みうら つとむ）
入学試験の際、隣に座っていたことから谷津と知り合いになる。新潟県出身。デザイナーの高田賢三を尊敬している。
江田 年郎（えだ としろう）
鹿児島出身。谷津のクラスメイト。
曽根 直子（そね なおこ）
谷津のクラスメイト。川上と別れた谷津と一時期、恋人関係になる。しかし、谷津が神崎と偶然再会したあたりから関係がギクシャクしていく。

### 原宿の人達
三浦が原宿で店「アトリエYON」を出すことになり、その店の商品として、谷津も自分のデザインした服を売り出すことになる。
真木 浩（まき ひろし）
通称マキ。原宿に3坪の小さい店を出している。外国メーカーと専属契約するほどの実力を持つ。川上に好意を持っている。
山田（やまだ）
美容師。原宿に自分の店を持つ野望を持っている。
奥田（おくだ）
ブティックストロベリーの店長。アトリエYONから離れた谷津の作品に興味を持ち、店に置くよう話を持ちかける。
安西 ひとみ（あんざい ひとみ）
ブティックストロベリーの店員だったが、ハウスマヌカンになるため店をやめる。三浦と恋人関係になる。

### その他
田島（たじま）
通称ヌシ。白校の近くのマンションの一室を開放して、若者のたまり場を作っている。須藤に家出する事を進め、東京で身を寄せる場所も提供した。須藤がソーイング賞を取ってからは、スポンサーとして店に出資している。
ベチ
作者。漫画内の1コーナー「ベチの原宿日誌」で近況を報告している。『月とスッポン』の着物姿ではなく、Tシャツにジーパン姿である。